# Bulbophyllum desmotrichoides
Bulbophyllum desmotrichoides är en orkidéart som beskrevs av Rudolf Schlechter. Bulbophyllum desmotrichoides ingår i släktet Bulbophyllum och familjen orkidéer. Inga underarter finns listade i Catalogue of Life.